# Alicia Rio
Alicia Rio, pseudonimo di Carmen Marie Hughlett (La Capita, 16 febbraio 1970 – California, 17 gennaio 2022), è stata un'attrice pornografica messicana naturalizzata statunitense, la cui carriera si è svolta negli anni tra il 1992 ed il 1998.

## Biografia
Entrata nell'industria pornografica nel 1991 con la scena More Dirty Debutantes 12, dopo aver partecipato ad oltre 200 film, nel 1994 lasciò l'industria del cinema porno a causa di alcuni problemi familiari ma non smise l'attività di spogliarellista nei locali. Nel 2002 era rientrata nel mondo del porno girando alcune scene per Elegant Angel, Wicked e Vivid. 
Alicia Rio è morta in California il 17 gennaio 2022, all'età di 51 anni, per complicazioni da COVID-19. Aveva una relazione stabile con Lacy Lee.

## Riconoscimenti
- AVN Awards
  - 2004 – Hall of Fame[8]

Altri premi
- Premio FOXE per l'attrice favorita dei fan (1995)
- Premio FOXE per l'attrice favorita dei fan (1996)
- Premio per la carriera Free Speech Coalition (2005)

## Filmografia
- Bubble Butts 8 (1992)
- Burning Desire (1992)
- Buttsizer 2 (1992)
- Checkmate (1992)
- Close Quarters (1992)
- Coming Clean (1992)
- D.P. Man 2 (1992)
- Dear Bridgette (1992)
- Dirty Thoughts (II) (1992)
- Do The White Thing (1992)
- Dorm Girls (1992)
- Double D Dykes 5 (1992)
- Enema 9 (1992)
- Erotica (1992)
- Fast Track (1992)
- Gang Bang Fury 1 (1992)
- Gerein' Up (1992)
- Girlz n the Hood 2 (1992)
- Heel's Angels (1992)
- Hills Have Thighs (1992)
- Hits And Misess (1992)
- Hot Tight Asses (1992)
- In Loving Color 1 (1992)
- In Loving Color 2 (1992)
- In Loving Color 3 (1992)
- In Your Face 1 (1992)
- Inside Job (1992)
- Just a Gigolo (1992)
- Latin Lust (1992)
- League Of Their Moans (1992)
- Lez Go Crazy (1992)
- Loads of Fun 3 (1992)
- Love Hurts (1992)
- Memories (1992)
- Midnight Confessions (1992)
- More Dirty Debutantes 12 (1992)
- Mr. Peepers' Amateur Home Videos 50: All That Clitters (1992)
- Naked Edge (1992)
- Neighborhood Watch 21 (1992)
- Never Never Land (1992)
- Night Creatures (1992)
- Oreo A Go-go (1992)
- Patriot Dames (1992)
- Poor Little Rich Girl (1992)
- Private Dancer (1992)
- Pussy Called Wanda (1992)
- Pussy To Die For (1992)
- Raunchy Ron Presents America's Dirtiest Home Videos 7 (1992)
- Raunchy Ron Presents America's Dirtiest Home Videos 8 (1992)
- Romantic Exchanges (1992)
- Satisfaction (1992)
- See Thru (1992)
- Sex Bandits (1992)
- Sex Trek 3 (1992)
- Sexual Olympics 2 (1992)
- Seymore Butts in the Love Shack (1992)
- Shaver Among Us (1992)
- Shipwrecked (1992)
- Sorority Sex Kittens 2 (1992)
- Spanish Fly (1992)
- Summer Games (1992)
- Supermarket Babes in Heat (1992)
- Surfer Girl (1992)
- Sweet Alicia Rio (1992)
- Tails To Remember (1992)
- Thinking Of You (1992)
- Tiffany Mynx Affair (1992)
- Toppers 2 (1992)
- Tori Welles Goes Behind the Scenes (1992)
- Twin Freaks (1992)
- Unfaithful Entry (1992)
- Voyeur Video (1992)
- Wanderlust (1992)
- Waterbabies 2 (1992)
- Weekend With Alicia Rio And Sheila Stone (1992)
- White Men Can Hump (1992)
- Women Of Influence (1992)
- X-TV (1992)
- Adult Video Nudes (1993)
- Almost Home Alone (1993)
- Anal Diary of Misty Rain (1993)
- Anal European Vacation (1993)
- Anal Romance (1993)
- Anal Vision 11 (1993)
- Bazooka County 5 (1993)
- Bikini Beach (1993)
- Bikini Beach 2 (1993)
- Bimbonese 101 (1993)
- Bitches (1993)
- Black Men Can Hump (1993)
- Bruise Control (1993)
- Buttslammers 3 (1993)
- Caught And Bound (1993)
- Chug-a-lug Girls (1993)
- Deep Inside Kelly O'Dell (1993)
- Dial N for Nikki (1993)
- Dick and Jane Go to Hollywood 1 (1993)
- Dickin Around (1993)
- Dragon Lady 4 (1993)
- Everybody's Playmate (1993)
- Foreign Affairs (1993)
- Bruise Control (1993)
- Buttslammers 3 (1993)
- Caught And Bound (1993)
- Chug-a-lug Girls (1993)
- Deep Inside Kelly O'Dell (1993)
- Dial N for Nikki (1993)
- Dick and Jane Go to Hollywood 1 (1993)
- Dickin Around (1993)
- Dragon Lady 4 (1993)
- Everybody's Playmate (1993)
- Foreign Affairs (1993)
- Full Throttle Girls 1 (1993)
- Girls' Club (1993)
- Guttman's Hollywood Vacation (1993)
- Hangin' Out (1993)
- Hollywood Scandal (1993)
- Hungry (1993)
- Hungry 2: Night Feast (1993)
- Inferno 2 (1993)
- Kittens 4 (1993)
- La Princesa Anal (1993)
- Lacy's Hot Anal Summer (1993)
- Last Good Sex (1993)
- Leg Ends 8 (1993)
- Love Doctor (1993)
- Love Potion (1993)
- Lovebone Invasion (1993)
- M Series 13 (1993)
- M Series 8 (1993)
- Maliboobies (1993)
- Maneaters 105 (1993)
- Marked 2 (1993)
- Mindshadows 1 (1993)
- Mindshadows 2 (1993)
- Murphie's Brown (1993)
- My Cousin Ginny (1993)
- My Favorite Rear (1993)
- My Secret Lover (1993)
- Naked Pen (1993)
- Naked Truth 1 (1993)
- Naked Truth 2 (1993)
- Nasty Cracks (1993)
- Night And Day 1 (1993)
- Night of the Coyote (1993)
- No Fly Zone (1993)
- Nookie Cookies (1993)
- Nookie of the Year (1993)
- Nympho Zombie Coeds (1993)
- Oreo A Go-go 2 (1993)
- Paul Norman's Nastiest: Orgies (1993)
- Poor Little Rich Girl 2 (1993)
- Power and the Passion (1993)
- Proposta oscena (1993)
- Pussy Galore (1993)
- Pussyman 3 (1993)
- Pussyman 4 (1993)
- Read My Lips No More Bush (1993)
- Real In Windows (1993)
- Reflections Of Rio (1993)
- Sean Michaels' On The Road 1 (1993)
- Seduced (1993)
- Serpent's Dream (1993)
- Sex Heist (1993)
- Sneak A Peek (1993)
- Sodomania 3 (1993)
- Spanking 8 (1993)
- Stand-in Studs (new) (1993)
- Steam (1993)
- Tickled Pink (1993)
- Tickling 6 (1993)
- Trashy Ladies (1993)
- Wad Gobblers 4 (1993)
- Whorelock (1993)
- Willing Women (1993)
- Within And Without You (1993)
- Assy Sassy (1994)
- Attack of the 50' Hooker (1994)
- Barrio Babes (1994)
- Best of Spanking 2 (1994)
- Big-titted Tarts (1994)
- Bikini Beach 3 (1994)
- Blue Bayou (1994)
- Bun Busters 12 (1994)
- Bustin' Out My Best (1994)
- Butt Naked 2 (1994)
- Butt Sisters Do Las Vegas (1994)
- Club Anal 2 (1994)
- Dirty Doc's Butt Bangers 1 (1994)
- Dirty Doc's Lesbi' Friends 11 (1994)
- Dirty Doc's Lesbi' Friends 14 (1994)
- Dirty Doc's Lesbi' Friends 8 (1994)
- Dirty Looks (1994)
- Erotique Optique (1994)
- Frathouse Sexcapades (1994)
- Freak Club (1994)
- Hispanic Hooter Ho-down (1994)
- Hookers Of Hollywood (1994)
- Junkyard Dykes 2 (1994)
- Kym Wilde's On The Edge 12 (1994)
- Lesbian Bitches (1994)
- Lesbian Castle (1994)
- Let's Party (1994)
- Live Sex (1994)
- Love Me Love My Butt (1994)
- Mindsex (1994)
- My Analist Sister (1994)
- Pajama Party X 1 (1994)
- Pornomania 4 (1994)
- Public Places 1 (1994)
- Pussyman 5 (1994)
- Pussyman 6 (1994)
- Pussywoman 1 (1994)
- Show Business (1994)
- Ski Bunnies 1 (1994)
- Ski Bunnies 2 (1994)
- Skid Row (1994)
- Slippery When Wet (1994)
- So You Wanna Be In The Movies (1994)
- Spa (1994)
- Taxi Girls 3 (1994)
- Taxi Girls 4 (1994)
- Under The Pink (1994)
- Wad Gobblers 13 (1994)
- Wet in the Saddle (1994)
- Bachelorette Party 2 (1995)
- Borderline (1995)
- Cum And Get Me (1995)
- Dream Team (1995)
- Erotic Artist (1995)
- Fantasies Of Alicia (1995)
- No Man's Land 11 (1995)
- Overtime 4: Oral Hijinx (1995)
- Overtime: Dyke Overflow 3 (1995)
- Overtime: More Oral Hijinx (1995)
- Pajama Party X 2 (1995)
- Party Girl (1995)
- Pussyman 11 (1995)
- Risque Burlesque (1995)
- Sodomania and Then Some: A Compendium (1995)
- Takin' It To The Limit 4 (1995)
- Wild and Wicked 6 (1995)
- Adult Video News Awards 1996 (1996)
- Ass Openers 1 (1996)
- Best Gang Bangs (1996)
- Bi Bitches in Heat (1996)
- Cellar Dweller (1996)
- Chronicles Of Pain 2 (1996)
- Dirty Darlings 2 (1996)
- Falling Stars (1996)
- Future Doms (1996)
- Girls Loving Girls (1996)
- Lovin' Spoonfuls 8: More Best of Dirty Debutantes (1996)
- Nasty Behavior (1996)
- Pristine (1996)
- Rainwoman 9 (1996)
- Sensations (1996)
- Sole Search (1996)
- Strike 3 (1996)
- Submission Of Alicia Rio (1996)
- Sweet Cheerleaders Spanked (1996)
- Two's Company Three's An Orgy (1996)
- Waterworld 2: The Enema Club (1996)
- Best of Male Domination 24: Masters of Punishment (1997)
- Bloopers 2 (1997)
- Centerfolds (1997)
- Club Lez (1997)
- Dangerous Delights (1997)
- Dirty Bob's Xcellent Adventures 35 (1997)
- Dreamers (1997)
- Latin Video Magazine (1997)
- Latin Video Magazine 2 (1997)
- Max World 7: Tube Steak Boogie (1997)
- Pure Romance (1997)
- Sodomania: Slop Shots 1 (1997)
- ViXXXen (1997)
- Women Loving Women (1997)
- American Dream Girls (1998)
- Dreamers 2: Awakening (1998)
- Lesbians Unleashed (1998)
- Misty Cam's Houseboat (1998)
- Sheer Delights (1998)
- Star Steps 4 (1998)
- Tickled Ladies (1998)
- Sodomania: Director's Cut Classics 1 (1999)
- Yo It's Sean Micheals (2000)
- Dawn of the Debutantes 1 (2003)
- Swedish Erotica 4Hr 16 (2003)
- Dirty Debutantes: Best Scenes 4 (2004)
- Bent Over Bitches (2005)
- Doggy Style (2005)
- Guide to Eating Out (2005)
- Muy Caliente (2005)
- Down With the Brown (2006)
- Swedish Erotica 131 (2007)
- Fuck Cuts - The 90's (2009)